# Monsone

Mappa dei monsoni dell'India del sud-est.

In meteorologia il monsone (dall'arabo mawsim che significa "stagione") è un vento periodico tipico dell'Oceano Indiano, che influenza profondamente il clima del subcontinente indiano, dell'Indocina e dell'Estremo Oriente, raggiungendo anche le  Maldive: il cambiamento di direzione del vento, che avviene in maggio e in ottobre, è accompagnato da cicloni tropicali molto violenti, i tifoni, che hanno spesso effetti devastanti sulle coste dell'Oceano Indiano (es. golfo del Bengala).
I monsoni condizionano le precipitazioni atmosferiche e danno origine a 2 sole stagioni che si alternano nell'anno; una umida e piovosa, quando soffiano nell'entroterra, e l'altra secca, quando soffiano dalla terra verso l'oceano. In inverno l'aria sull'Oceano Indiano è più calda e sale, risucchia sotto di sé aria fresca e secca che proviene dall'interno dell'Asia, non ci sono piogge. In estate è esattamente il contrario: l'aria dell'entroterra asiatico surriscaldata dal sole sale e risucchia altra aria, carica di umidità, che giunge dall'oceano Indiano, le piogge sono abbondanti.

## Descrizione

### Origine
Attualmente si tende a ricondurre i monsoni alle grandi strutture zonali della circolazione atmosferica: la cella di Hadley e la cella di Ferrel. Il monsone invernale sarebbe quindi una normale corrente degli alisei che spira da nord-est a sud-ovest quando i cicloni equatoriali e la fascia dei venti occidentali si spostano verso sud oltre l'equatore, mentre il monsone estivo sarebbe dovuto all'accentuato spostamento a nord della zona di convergenza intertropicale e al penetrare quindi nell'emisfero settentrionale delle strutture bariche e delle circolazioni proprie dell'emisfero meridionale. La circolazione al suolo dei monsoni è stata anche messa in relazione con la circolazione in quota, in particolare con le correnti a getto e con i fenomeni di convergenza e divergenza che influiscono sulle situazioni bariche al suolo.
Nel subcontinente indiano avvengono da maggio/giugno a ottobre/novembre a causa di cambiamenti direzionali del vento. Negli ultimi decenni sono diventati sempre più irregolari e tardivi, concentrando per lo più la pioggia verso la fine del periodo tradizionale del monsone. Mutamenti e ritardi nel monsone non sono completamente inconsueti nella storia dell'India, ma negli ultimi anni queste stranezze si vanno moltiplicando (così come la violenza delle piogge, meno durature e, in media, di almeno un cm in meno rispetto alla metà del '900, ma concentrate in meno giorni), presumibilmente come conseguenza dei cambiamenti climatici in atto. I monsoni tardivi tendono, comunque, ad essere meno piovosi di quelli precoci. Dal 1994 ad oggi i monsoni in India tendono ad essere tardivi, mentre il periodo pre-monsonico tende ad essere più asciutto e più caldo di quanto fosse normale nel secolo scorso.

### Terra fredda, mare freddo
Gli oceani si raffreddano meno dei continenti e diventano zone di bassa pressione verso le quali spirano i monsoni invernali, provenienti dalla terra e quindi portatori di aria secca. Il monsone invernale, che spira da dicembre a febbraio-marzo, contribuisce a rendere il clima mite e gradevole.
Durante l'inverno, l'enorme massa continentale dell'Asia si raffredda, mentre l'Oceano Indiano e l'Oceano Pacifico meridionale, mari equatoriali, mantengono le loro acque piuttosto calde: sulla massa continentale si forma un'enorme zona di alta pressione, sul mare una zona di bassa pressione. Perciò le masse d'aria si spostano dalla terra verso il mare, e quindi in inverno venti secchi e abbastanza freddi spirano dall'interno dell'Asia verso l'Oceano Indiano.
In estate succede il contrario: l'insolazione riscalda il continente molto più dell'oceano, per cui la distribuzione della pressione si inverte: bassa sul continente ed alta sull'oceano. Di conseguenza si inverte anche la direzione dominante dei venti, che ora spirano dal mare verso terra. La risalita dell'aria marittima, umida, lungo i rilievi ne provoca il raffreddamento, con conseguente condensazione del vapore ed intensissime precipitazioni. Le zone monsoniche, nonostante la siccità invernale, nell'arco dell'anno sono le più piovose del pianeta.

### Effetti che provoca
Cherrapunjee (nota anche come Cerrapungi) si trova in India orientale, in piena zona monsonica, ed è la località più piovosa della Terra: vi cadono ogni anno circa 12 metri di pioggia. Nelle zone monsoniche il periodo di siccità è lungo, ma i quattro mesi di piogge lo compensano abbondantemente. I prodotti della zona monsonica sono perciò quelli che si adattano bene ad un clima umido: piante da cui si estrae il caucciù, il teck, l'ebano, per non parlare del riso, del tè, della canna da zucchero e del cotone.

### Altri monsoni
I monsoni non spirano solo sul continente asiatico, poiché sopra tutti i continenti si verificano, durante l'anno, un periodo di riscaldamento (bassa pressione) e un periodo di raffreddamento (alta pressione). Sull'Asia però, data l'enorme estensione del territorio, dei ghiacciai e dei deserti, questi fenomeni sono assai più evidenti e imponenti. In ogni modo sulla Terra vi sono altre zone monsoniche: in America il Golfo del Messico, le coste del Venezuela e Brasile settentrionale e centrale, in Africa il Golfo di Guinea, la Somalia, in Europa la Penisola Iberica e anche alcune zone della Russia settentrionale, in Oceania l'Australia.